# Kikut (Pasmo Wolińskie)
Kikut – wzniesienie o wysokości 73 m n.p.m. na wyspie Wolin, nad brzegiem Morza Bałtyckiego, na terenie Wolińskiego Parku Narodowego.
Na wzniesieniu znajduje się Latarnia Morska Kikut.
Ok. 250 m na północny wschód od Kikuta znajduje się wzniesienie Strażnica.
Nazwę Kikut wprowadzono urzędowo rozporządzeniem w 1949 roku, zastępując poprzednią niemiecką nazwę Kiesberg (Kiekut).
Inne źródło przedstawia, że nazwa latarni pochodzi od słowa Kiekturm, rdzeń kiek według starej pisowni kyk pochodzi od słowa gucke (pol. 'spoglądaj'), ze słowem kiek łączy się wiele nazw miejscowości na całym Pomorzu. Jednak niemiecka nazwa pobliskiego wzniesienia Strażnica brzmiała właśnie Kiekturm.